# Kapucynka brodata
Kapucynka brodata (Sapajus libidinosus) – gatunek ssaka naczelnego z podrodziny kapucynek (Cabinae) w obrębie rodziny płaksowatych (Cebidae). Zamieszkuje tereny północnej i środkowej Brazylii – głównie suche lasy i sawanny dzielące rzeki Rio Araguaia i Rio Grande. Wykazano, że zwierzę to potrafi wykorzystywać narzędzia w wielu sytuacjach. Używa kamieni do rozłupywania orzechów czy patyków do kopania. Do niedawna kapucynki brodate były uważane za podrodzinę kapucynek czubatych, ale liczne badania i obserwacje skłoniły wielu do uznania jej za odrębny gatunek.
Zazwyczaj żyją w uspołecznionych stadach liczących od 6 do 20 osobników. Samice są terytorialne, obowiązuje między nimi hierarchia. Osiągają one dojrzałość płciową w wieku około 5 lat i co mniej więcej 24 miesiące rodzą jedno młode.

## Taksonomia
Gatunek po raz pierwszy zgodnie z zasadami nazewnictwa binominalnego opisał w 1823 roku niemiecki przyrodnik Johann Baptist von Spix, nadając mu nazwę Cebus libidinosus. Miejsce typowe to rzeka Carinhanha, na północ od Minas Gerais, Brazylia. Okazy typowe (syntypy) to: zamontowana skóra bez czaszki dorosłego osobnika (sygnatura ZSM 90) i zamontowana skóra z czaszką w środku dorosłego osobnika (sygnatura ZSM 28) ze zbiorów Zoologische Staatssammlung München.
Rodzina płaksowatych, z której się wywodzi, obejmuje zarówno kapucynki, jak i sajmiri. Dopiero od kilku dziesięcioleci S. libidinosus uważana za oddzielny gatunek od kapucynki czubatej. Na początku XX wieku wyodrębniono z południowej populacji kapucynki brodatej jeszcze jeden gatunek, o nazwie Sapajus cay. W zachodniej części Minas Gerais S. libidinosus krzyżuje się z S. nigritus.
Autorzy Illustrated Checklist of the Mammals of the World uznają ten gatunek za monotypowy.

### Etymologia
- Sapajus: lokalna nazwa Sapajou, od sajouassou, dla kapucynek, używana w Amazonii, zaadaptowana przez Buffona w 1767 roku[18].
- libidinosus: łac. libidinosus ‘lubieżny’, od libido, libidinis ‘przyjemność’[19].

## Zasięg występowania
Kapucynki brodate można spotkać w środkowej i północno-wschodniej Brazylii, na zachód i północ od rzeki São Francisco do Maranhão i na zachód od Piauí oraz na wschód do środkowej części Rio Grande do Norte (na zachód od Jucurutu), w północno-zachodniej Paraíbie, zachodnim Pernambuco i zachodnim Alagoas, rozciągając swój zasięg do Araguaia na zachodzie oraz południowej granicy na północnym brzegu Rio Grande w Minas Gerais.

## Wygląd zewnętrzny
Różnią się tylko kilkoma cechami fizycznymi od kapucynek czubatych. Są to jaśniejsze włosy wokół ust i w dolnej części twarzy, tworzące „brodę”, od której pochodzi polska nazwa gatunkowa. Po osiągnięciu dojrzałości płciowej zyskują ciemne plamy na głowie, a na twarzy „baczki”. Drugą, bardziej widoczną różnicą jest pomarańczowe futro na szyi i żółto zabarwione na grzbiecie.
Poza tym, tak jak inne kapucynki mają grube i mocne ogony. Pozostała część ciała pokryta jest futrem w odcieniu brązowego – od jasnego do ciemnego. Ciemniejsze jest na ogonie, ramionach, nogach i głowie.
Przedstawiciele obu płci są zbliżonej długości ciała (bez ogona) wynoszącej 34–44 cm – lecz znacznie różnią się ciężarem. Samce osiągają średnio 3,5 kg, a samice – około 2,1 kg (przedział 1,3–4,8 kg). Długi ogon osiąga długość od 38 do 49 cm.

## Rozmnażanie
Obserwowane w tym przypadku są ciekawe zachowania godowe. Kiedy samica stwierdzi gotowość do spółkowania, podąża za samcem, próbując zwrócić na siebie uwagę. Może to robić, na przykład rzucając kamieniami i patykami. Samce z początku wykazują brak zainteresowania oraz agresję. Następuje zachowanie zwane touch and go (dotknąć i odejść). Samica szturcha samca i odbiega, nim ten okaże gniew. Po pewnym czasie samiec okazuje zainteresowanie i następuje kopulacja.
Samice mają średnio raz na dwa lata jedno młode. Najpierw noszone jest na brzuchu, z czasem na plecach. Osobniki zaczynają w okolicy 24. miesiąca żerować samodzielnie i są powoli odzwyczajane od mleka.
Na wolności dożywają 25 lat. Znacznie dłużej żyją w niewoli.

## Zachowania

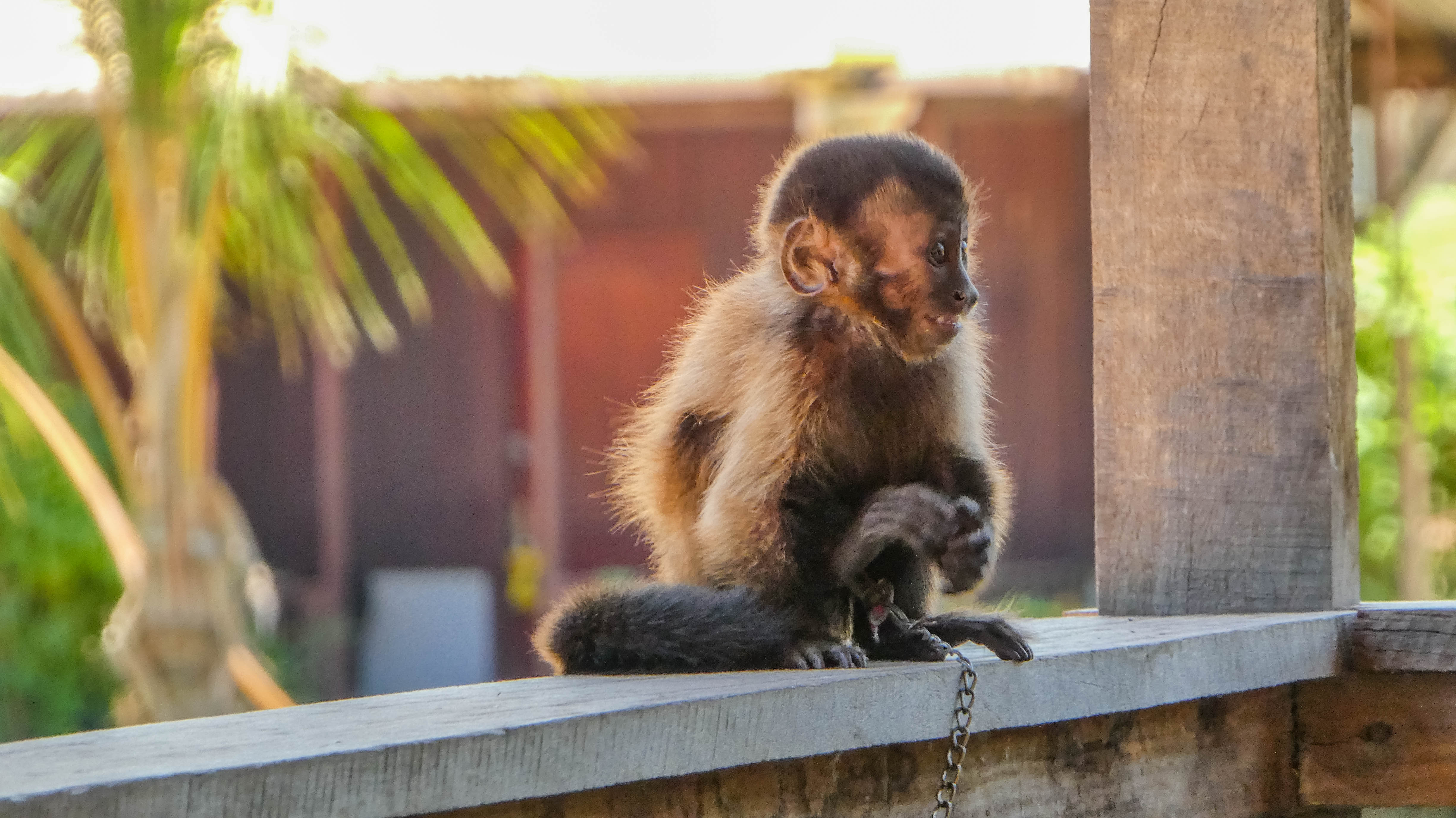
Młody osobnik w Brownsweg (Surinam)

Najbardziej charakterystyczna dla kapucynek brodatych jest umiejętność wykorzystywania narzędzi do wielu czynności. Były pierwszym gatunkiem naczelnych po człekokształtnych, u których udokumentowano to zachowanie. Wiadomo, że rozłupują orzechy przy użyciu dwóch kamieni i stosują patyki przy kopaniu w ziemi za pożywieniem, takim jak korzenie czy bulwy. Płoszą tak też swoje ofiary z ich kryjówek. Wydaje się, że używają patyków też do wydłubywania oraz pozyskiwania miodu z pszczelich gniazd.
Wykazano, że kamienie służą im również w celach obronnych – do wydawania głośnych dźwięków, odstraszających drapieżniki. Odgrywają one także interesującą rolę przy prokreacji (patrz: akapit Rozmnażanie).
Z obserwacji wynika większa częstość używania akcesoriów przez samce niż samice. Badania wykazały zbliżony stopień ich stosowania przez pierwsze 10 miesięcy życia. Charakterystyka środowiska sprawia jednak, ze z czasem samice wykorzystują rzadziej patyki.
Kapucynki brodate używają narzędzi od trzech tysięcy lat. Przez ten czas wykształciły się u nich właściwe w tym celu przystosowania mięśni przedramienia.
W środowisku naturalnym prowadzą dzienny tryb życia i spędzają większość czasu na przemieszczaniu się za pożywieniem. Wędrówki są konieczne z uwagi na suchość zasiedlonych obszarów. W efekcie długo przebywają na drzewach, chodząc na czterech kończynach. Używają tylko dwóch kończyn do chodzenia, kiedy stosują narzędzia.

## Odżywianie
Ich dieta jest szeroka i należą do niej orzechy, owady, małe kręgowce, kwiaty i liście, z przewagą owoców.

## Status zagrożenia
W Czerwonej księdze gatunków zagrożonych Międzynarodowej Unii Ochrony Przyrody (IUCN) gatunek ten został zaliczony do kategorii NT (ang. near threatened ‘bliski zagrożenia’).